# Isobelle Molloy
Isobelle Molloy, född 6 oktober 2000 i Essex, är en brittisk skådespelare.
Molloy har bland annat medverkat i TV-serien EastEnders (2013-2014) och Kustpärlans mysterier (2021-2022). Hon har även medverkat i filmen Maleficent från 2014.

## Filmografi (urval)
- 2013–2014 – Eastenders (TV-serie)
- 2014 – Maleficent
- 2021–2022 – Kustpärlans mysterier (TV-serie)